# لوري فونغ
لوري فونغ (بالإنجليزية: Lori Fung)‏ (و. 1963  م) هي مدربة رياضية، ولاعبة جمباز إيقاعي كندية، ولدت في فانكوفر، شاركت في الألعاب الأولمبية الصيفية 1984، والجمباز في الألعاب الأولمبية الصيفية 1984 – فردي إيقاعي شامل للسيدات.
.

## جوائز
حصلت على جوائز منها:
- نيشان كندا من رتبة عضو.

## وصلات خارجية
- لوري فونغ على موقع IMDb (الإنجليزية)
- لوري فونغ على موقع كينوبويسك (الروسية)
- لوري فونغ على موقع الاتحاد الدولي للجمباز (licence) (الإنجليزية)
- لوري فونغ على موقع الاتحاد الدولي للجمباز (biography) (الإنجليزية)
- لوري فونغ على موقع اللجنة الأولمبية الدولية (الإنجليزية)
- لوري فونغ على موقع أوليمبيديا (الإنجليزية)
- لوري فونغ على موقع اللجنة الأولمبية الكندية (الإنجليزية)
- لوري فونغ على موقع قاعة كندا للمشاهير الرياضية (الإنجليزية)

- لوري فونغ في قاعدة بيانات الأفلام على الإنترنت
- لوري فونغ  على موقع SportsReference  - سبورتس رفرنس